# Linden (Ohligs)
Linden hieß im 19. Jahrhundert eine Ortslage der Bürgermeisterei Merscheid bzw. späteren Stadt Ohligs. Heute befindet sie sich im Stadtteil Merscheid der bergischen Großstadt Solingen, ihr Name ist jedoch nicht mehr gebräuchlich.

## Lage und Beschreibung
Der Ort befindet sich unmittelbar südöstlich von Weckshäuschen an der Straßenecke zwischen der heutigen Merscheider Straße und der Straße Merscheider Busch. Östlich liegt das Fabrikgelände des Unternehmens C. Rob Hammerstein, das heute zu Adient gehört. Westlich von Linden befindet sich auf dem ehemaligen Fabrikgelände des Unternehmens Carl Melcher an der Merscheider Straße 143 heute ein Netto-Lebensmitteldiscounter. 
Benachbarte Orte sind bzw. waren (von Nord nach West): Weckshäuschen, Merscheid, Dahler Hammer, Klein-Heipertz, Schorberg, Merscheider Busch, Fürker Irlen und Fürk.

## Geschichte
Linden entstand im 19. Jahrhundert südöstlich von Weckshäuschen direkt an der Höhenrückenstraße, die Ohligs über Merscheid mit Mangenberg und Solingen verband und die zu Beginn des 19. Jahrhunderts noch ein einfacher, unvollkommen unterhaltener Kommunalweg war. Unter preußischer Regierung wurde daraus die Merscheider Bezirksstraße, die bis Ende des 19. Jahrhunderts nur sehr dünn besiedelt war. Die Topographische Aufnahme der Rheinlande von 1824 verzeichnet den Ort unbenannt, ebenso wie die Preußische Uraufnahme von 1844. 
Nach Gründung der Mairien und späteren Bürgermeistereien Anfang des 19. Jahrhunderts gehörte Linden zur Bürgermeisterei Merscheid, die 1856 zur Stadt erhoben und im Jahre 1891 in Ohligs umbenannt wurde.
Bereits in der Preußischen Neuaufnahme von 1893 hatte der Ort seine solitäre Lage eingebüßt und war in der sich von Merscheid ausbreitenden Bebauung entlang der Merscheider Straße aufgegangen, die in diesem Abschnitt damals Poststraße hieß. Eine Ortsbezeichnung ist in der Karte nicht verzeichnet. Die östlich von Linden zwischen Herzog- und Hofstraße gelegene Straße gegenüber von C. Rob Hammerstein erhielt in Anlehnung an den Ortsnamen ihre erste Bezeichnung Lindenstraße. Dort befindet sich auch das Gewerbegehöft Eschenweg, die Keimzelle des Unternehmens Hammerstein im 19. Jahrhundert.
Mit der Städtevereinigung zu Groß-Solingen im Jahre 1929 wurde Linden ein Ortsteil Solingens. Die Merscheider Lindenstraße wurde aufgrund der Dopplung dieses Straßennamens nach der Städtevereinigung am 26. April 1935 in Eschenweg umbenannt. Damit verschwand die Ortsbezeichnung aus dem Stadtplan und ist darum heute nicht mehr gebräuchlich.